# Pérylène
Le pérylène est un composé chimique de formule C20H12. C'est un hydrocarbure aromatique polycyclique se présentant comme un solide brun. Il est inclassable quant à sa cancérogénicité (groupe III de l'IARC), et généralement considéré comme un polluant dangereux.
Le pérylène émet une fluorescence bleue, ce qui en fait un dopant bleu pour les diodes électroluminescentes organiques, qu'il soit substitué ou non. C'est également un photoconducteur organique. Il présente un maximum d'absorption à 434 nm avec un coefficient d'extinction molaire de 38 500 L mol−1 cm−1 à 435,75 nm, et est peu soluble dans l'eau (1,2 × 10−5 mmol/l), comme tous les autres composés aromatiques polycycliques.
Tous les atomes de carbone du pérylène sont hybridés sp2, ce qui explique pourquoi le cycle central n'est pas représenté comme un cinquième noyau benzénique (car alors deux atomes de carbone seraient hybridés sp3 et la molécule perdrait une partie de son caractère aromatique et de ses propriétés fluorescentes). La structure du pérylène a été intensivement étudiée par diffractométrie de rayons X.

## Colorants
Les pigments vendus sous le nom de pigments de pérylène sont des diimides du pérylène.
Le composé non substitué ne semble pas avoir été utilisé ; il est répertorié au Colour Index comme pigment brun PBr 26 (CI 71129), découvert en 1913. Il. Le composé diméthylé, découvert également en 1913 (colorant de cuve Vat Red 23, pigment PR 119), est à l'origine de pigments rouges à violet sombre et noir, dont la teinte dépend des substituants introduits : avec un groupe méthyle, on obtient un rouge, avec un éthyle, un noir. La société Harmon Colors avait entrepris dans les années 1950 de rendre utilisables en peinture des colorants de cuve. À sa suite plusieurs grands groupes chimiques ont déposé des brevets.